# María la del Barrio

„María” (Thalía)

Sărmana Maria (lb. mex. Maria la del Barrio) este o telenovelă mexicană. 

## Sinopsis
Este povestea unei tinere orfane care, după ce este supusă minciunii si in pas de a-și pierde mințile, îl recucereste pe barbatul iubit și își regăsește fiul abandonat, pentru a-și trăi restul zilelor fericită și bogată, alături de cei dragi.
Partenerul Thaliei este Fernando Colunga, actorul cu care a fost logodită chiar și în viața reală. Succesul de care s-a bucurat această telenovela în toata lumea este demonstrat mai ales de audientele uriașe înregistrate în cele peste 100 de tări unde a fost difuzată; spre exemplu, în Panama, în decembrie 1997 a înregistrat un rating de 52,93%, în Mexic s-a bucurat de o audienta de peste 28% rating, în timp ce în România "Sărmana Maria" a propulsat postul Acasă TV, la nici câteva luni de la lansare, pe locul unu cu un rating de 89,95%.

## Echipa
- Titlul original: "Maria la del Barrio"
- Regia: Marta Luna, Beatriz Sheridan
- Țara: Mexic
- Anul: 1995
- Tema muzicala: Maria la del Barrio
- Interpretă: Thalia
- Interpret: Fernando Colunga
- O poveste originală de: Inés Rodena
- Scenariu: Carlos Romero
- Adaptare: Vivian Pestalozzi
- Producători: Angelli Nesma, Valentin Pimstein
- Muzica: Emilio Estefan Jr., Paco Navarette, Kike Santander

## Distribuție
- Thalía: María Hernández de la Vega (Protagonistă)
- Fernando Colunga: Luis Fernando de la Vega (Protagonist)
- Irán Eory: Victoria de la Vega
- Ricardo Blume: Don Fernando de la Vega
- Itatí Cantoral: Soraya Montenegro de la Vega Montalban
- Carmen Salinas: Agripina Perez
- Héctor Soberón: Vladimir de la Vega
- Ana Patricia Rojo: Penelope Linares
- René Muñoz: El Veracruz
- Emilia Carranza: Raymunda Robles de Castillo
- Roberto Blandón: Jose Maria Cano 'Papacito'
- Ludwika Paleta: María de los Ángeles 'Tita' de la Vega Hernández
- Osvaldo Benavides: Fernando 'Nandito' de la Vega Hernández
- Meche Barba: Lupe
- Silvia Caos: Calixta Popoca

## Premii
- TVyNovelas Award -1997: The best telenovela of the year (Cea mai bună telenovelă a anului)